# 諏訪神社 (香取市)
諏訪神社（すわじんじゃ）は、千葉県香取市佐原新宿にある神社である。佐原の大祭秋祭りで知られる。

## 歴史
天慶の乱で伊予国の藤原純友を討った功績により下総大須賀荘（現成田市伊能）領主に任ぜられた大神惟季は、領内の守護として信濃国諏訪大社を勧請した。その後、天正年間に領内の農民を率い佐原新宿を開発するに際して守神として勧請したものである。現在の社殿は嘉永6年に造営。

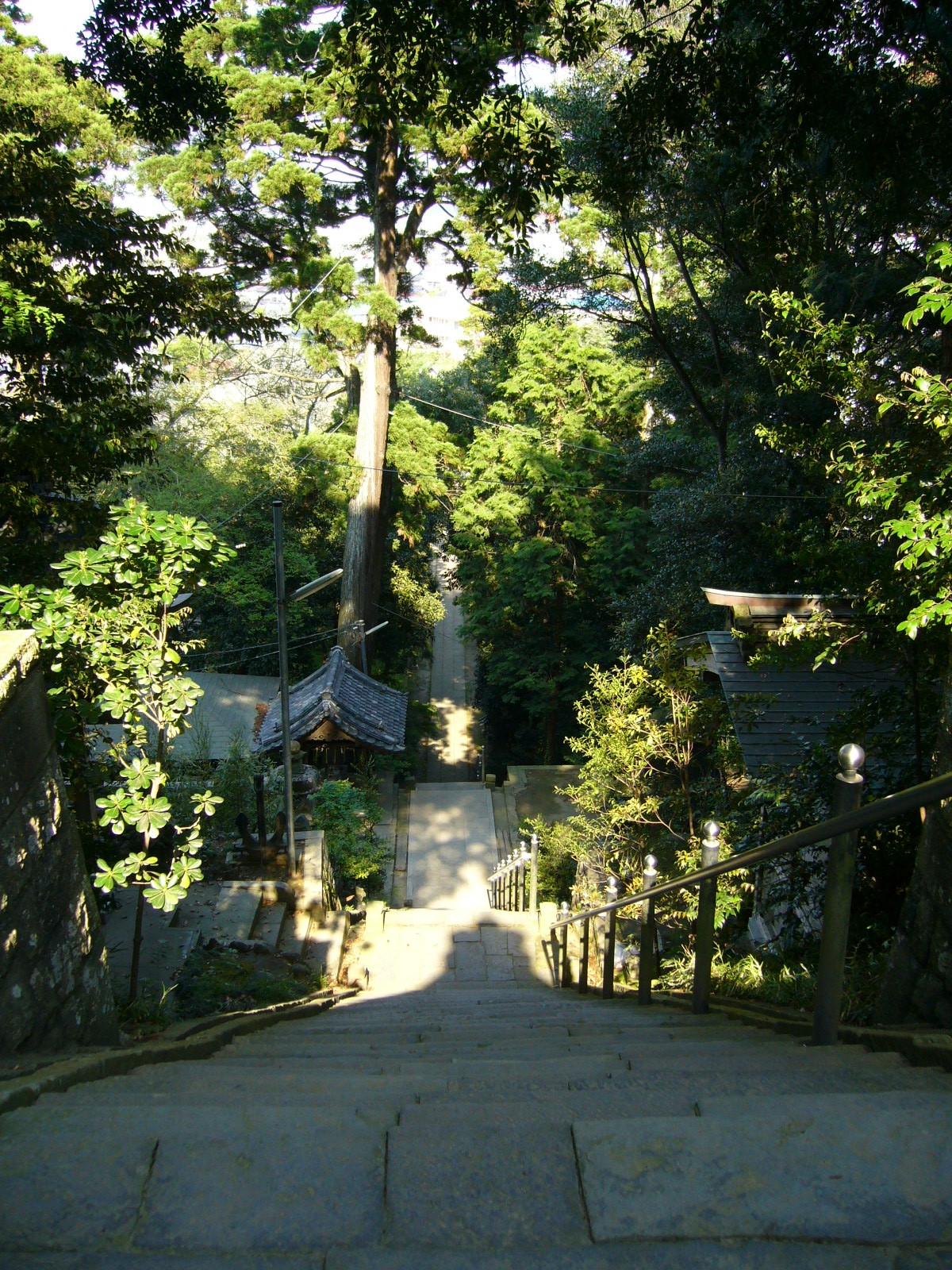
諏訪神社階段

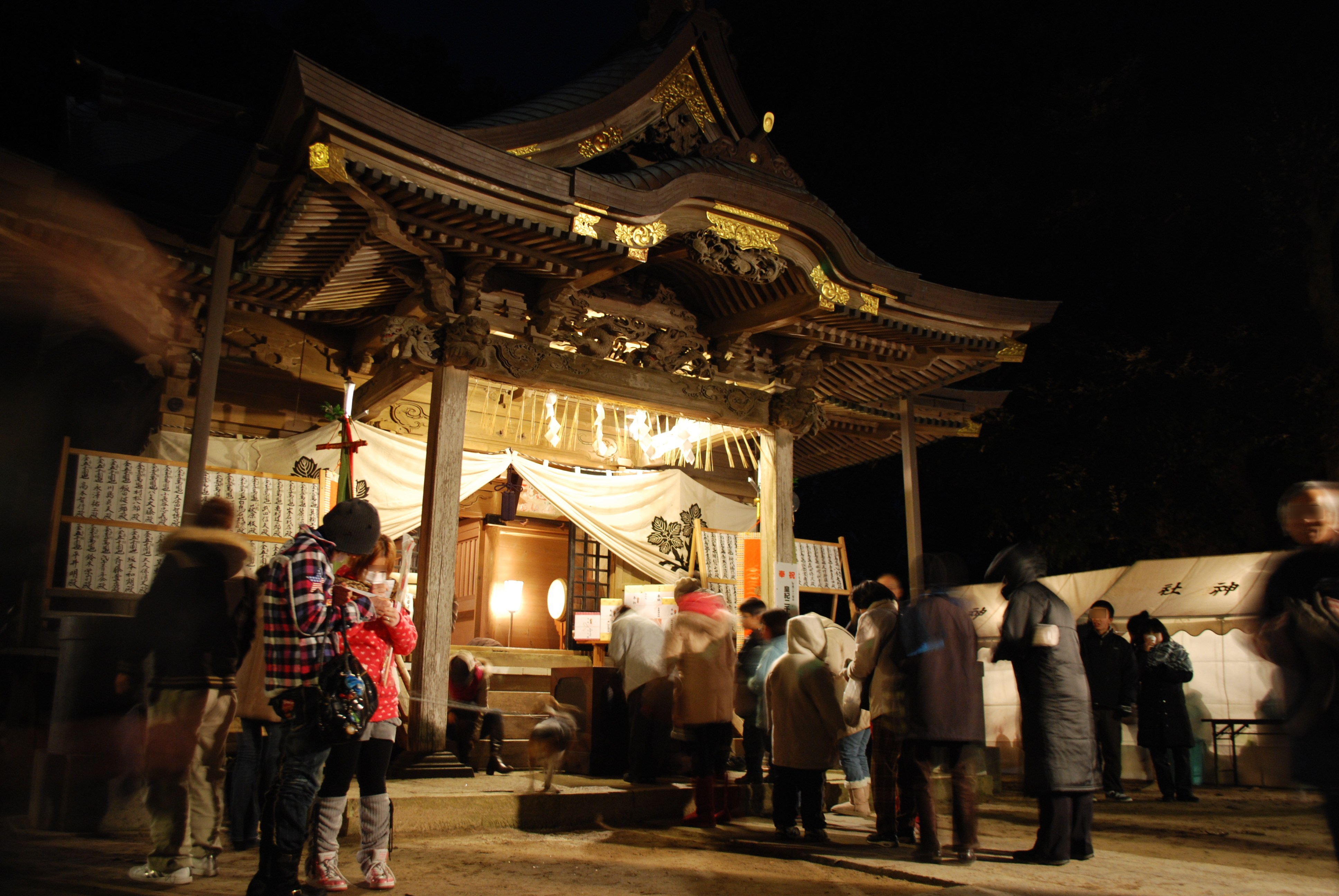
元朝詣りでにぎわう境内

## 祭事・年中行事
- 例祭・神幸祭（佐原の大祭）
  - 10月第2土曜日を中日とする3日間

## 交通
- 東日本旅客鉄道成田線・佐原駅から徒歩5分。
- 高速バス東京－佐原－鉾田・関東鉄道「佐原駅」バス停下車、高速バス東京－佐原駅北口－銚子・千葉交通「佐原駅北口」バス停下車。

## 周辺
- 八坂神社 (香取市)
- 佐原の町並み
- 水郷佐原山車会館
- 香取神宮